# Zirkarie Schwaben
Die Zirkarie Schwaben (lateinisch Circaria Sueviae) war ein Verwaltungsbezirk des Prämonstratenserordens vom späten 12. Jahrhundert bis 1806.

## Geschichte
Seit 1125 entstanden Niederlassungen des neuen Prämonstratenserordens im damaligen Schwaben. Die ersten waren Doppelstifte von Chorherren und Chorfrauen, bis 1178. Im 13. und 14. Jahrhundert wurden die meisten getrennt und die Chorfrauen an andere Orte versetzt. Seit dem 15. Jahrhundert wurden die jährlichen Visitationen von Zirkatoren aus Schwaben und Bayern gemeinsam durchgeführt.
Im 16. Jahrhundert wurden die Stifte Rüti, Adelberg, St. Jakob und Lauffen durch die Reformation aufgelöst. Von etwa 1571 bis 1688 gab es Provinzialkapitel der schwäbischen Zirkarie.
Im 17. Jahrhundert gab es einige strukturelle Veränderungen, so wurden einige Stifte seitdem von Äbten statt wie bisher von Pröpsten geleitet, die von Prioren und Subprioren begleitet wurden. 1684 wurde die offizielle Bezeichnung pater statt wie bisher frater für die Priester des Prämonstratenserordens eingeführt.
Ab 1803 wurden alle verbliebenen Prämonstratenserstifte säkularisiert und die schwäbische Zirkarie aufgelöst. Einige wurden später neu gegründet, wie Himmelspforte bei Wyhlen.

## Stifte

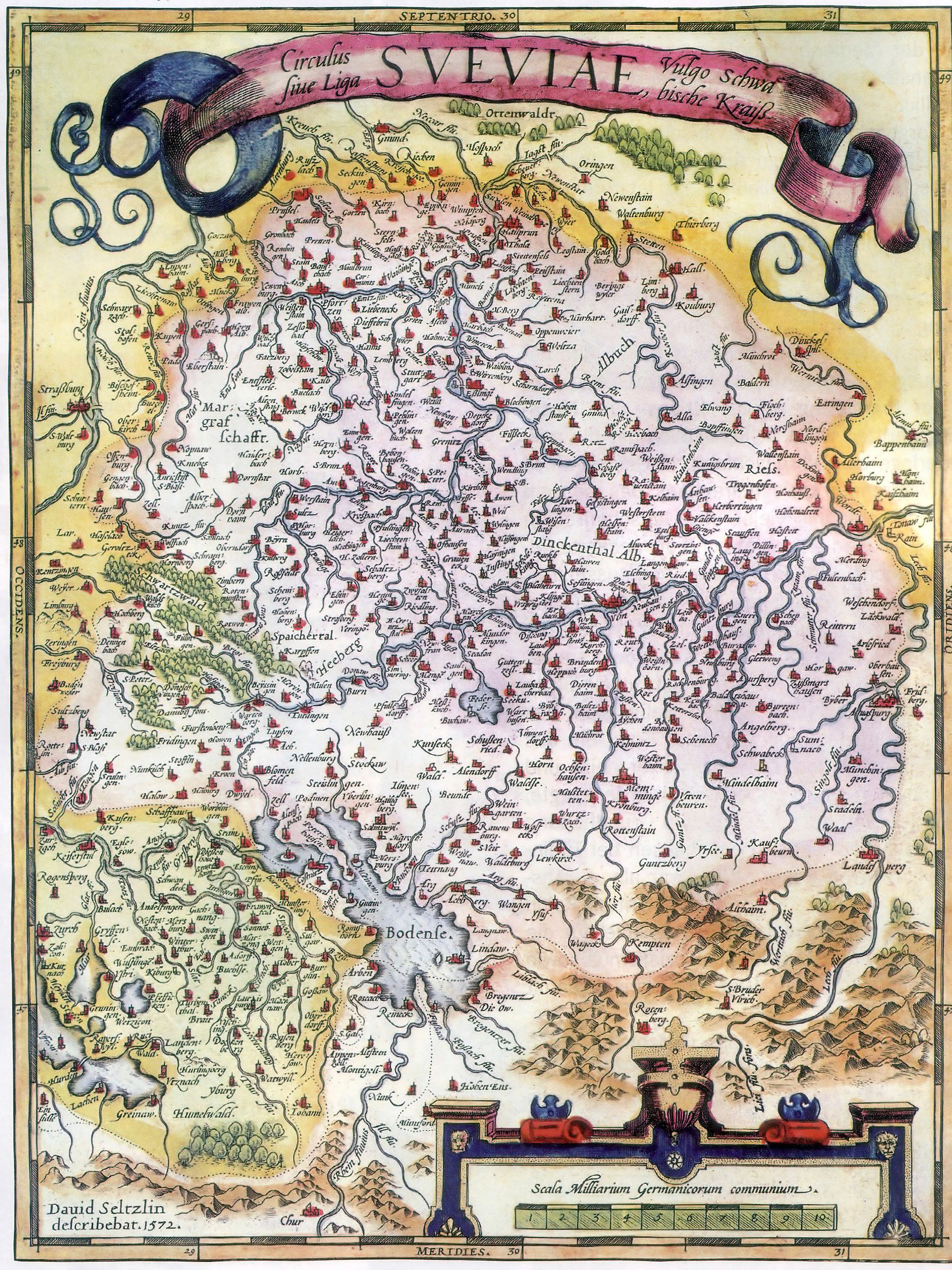
Sveviae (Schwaben) 1572

Zur Zirkarie Schwaben gehörten Ordensniederlassungen der Prämonstratenser im damaligen Herzogtum Schwaben und angrenzenden Territorien, später in Württemberg, Baden, Altschwaben, der deutschsprachigen Schweiz und dem Elsass. Die Stifte gehörten zu den Bistümern Konstanz und Chur, sowie einzelne zu Straßburg und Augsburg.
Es gab die untergeordneten  Abteibezirke (imperiales) Schussenried, Roth, Roggenburg, Weißenau, Ursberg und Obermarchtal mit jeweils mehreren Stiften.
Einige Stifte wechselten die Zurkarien.
- Kloster Ursberg, 1125–1803
- Reichsabtei Rot an der Rot, 1126–1803
- Stift Roggenburg, 1126–
- Sankt Luzi (St. Lucius) in Chur, in der Schweiz, 1140–1806
- Stift Weißenau, 1145–
- St. Maria und Michael Churwalden, 1149–, Doppelstift
- Stift Obermarchtal, 1171–
- Stift Adelberg, 1178–1558, 1630–1648, ursprünglich Doppelstift

- Stift Schussenried, 1183–1803
- Stift Allerheiligen im Schwarzwald, um 1195–1803, im 16. Jahrhundert zeitweise zur Zirkarie Wadgassen
- Stift Rüti in der Schweiz, 1206–16. Jahrhundert
- Sankt Jakob im Prättigau, 1208–1525
- Stift Steingaden, 13.  Jahrhundert bis etwa 1611 zur Zirkarie Schwaben, vorher zur Zirkarie Bayern
- Stift Himmelspforte bei Wyhlen, 1303– ; seit 1523 zeitweise zur Zirkarie Burgund

- Stift Bellelay, seit 1672 zur Zirkarie Schwaben, vorher in der Zirkarie Burgund

Weitere Stifte
- Bebenhausen
- Berg Sion
- Berg Tabor
- Bollingen
- Burk
- St. Hilarius in Chur
- Hagenau, dann zur Zirkarie Wadgassen
- Katzis
- Lauffen
- Mariatal
- Prämonstratenserinnen Roth
- Schwaben (Suevica), zeitweise zu Allerheiligen, dann selbstständig zur Zurkarie Wadgassen

- Straßburg im Elsaß
- Untermarchtal
- Edelstetten, unsicher

## Zirkatoren
Einige Zirkatoren, die für die jährlichen Visitationen verantwortlich waren, sind namentlich bekannt.
- Abt Martin Ehrmann von Zell, aus Rot, seit 1575

Visitationen wurden auch von Vertretern der Mutterklöster einzelner Stifte durchgeführt, die manchmal aus anderen Zirkarien kamen.